# Andrena paganettina
Andrena paganettina är en biart som beskrevs av Warncke 1965. Andrena paganettina ingår i släktet sandbin, och familjen grävbin. Inga underarter finns listade i Catalogue of Life.